# Milan III Obrenović
Milan III (ook II of I) Obrenović (Servisch: Милан Обреновић) (Kragujevac, 21 oktober 1819 - Belgrado, 8 juli 1839) was van 13 juni tot 8 juli 1839 vorst van Servië.
Hij besteeg de troon nadat zijn vader Miloš Obrenović tot troonsafstand was gedwongen. Daar hij echter aan tuberculose leed, werd de regering waargenomen door een raad van drie regenten. 26 dagen later stierf hij al. De regenten regeerden nog negen maanden totdat de broer van Milan in maart 1840 in Belgrado arriveerde en de regering aanvaardde als Michael III.